# イェスパー・カールション
イェスパー・カールション（Jesper Karlsson、1998年7月25日 - ）は、スウェーデン・ファルケンベリ出身のサッカー選手。ボローニャFC所属。同国代表。ポジションはFW。

## クラブ経歴

### キャリア初期
カールションが4歳の時、地元クラブのIFベリャンでサッカーを始めた。14歳の時にはベリャンのトップチーム (4部) でベンチ入りを果たした。2015シーズン開幕前、ファルケンベリFFに移籍し、秋にトップチームとプロ契約を結んだ。2015年11月、契約を2018年まあでに延長した。また、契約延長前にはプレミアリーグのブライトン・アンド・ホーヴ・アルビオンのトライアルに参加した。

### ファルケンベリFF
アルスヴェンスカンの2016シーズン開幕節で1部デビューを果たした。2016年7月15日、ハンマルビーIF戦にて1部初ゴールを挙げ、この2016シーズンはリーグ戦で7得点2アシストを記録した。

### IFエルフスボリ
2016年12月2日、当時リーグ首位のIFエルフスボリに移籍した。

### AZアルクマール
2020年9月11日、エールディヴィジのAZアルクマールに5年契約で移籍した。AZへ加入後はすぐにレギュラーとして定着し、2021-22シーズンにはリーグ戦で15得点を挙げたことでコーディ・ガクポの代役としてPSVアイントホーフェンへの移籍が浮上した。

### ボローニャ
2023年8月23日、セリエAのボローニャFCへ契約年数非公開で移籍した。

## 代表経歴
2020年1月9日、モルドバ代表との親善試合でスウェーデンA代表デビューを飾った。